# Parlementaire Raad
Parlementaire Raad (Duits Parlamentarischer Rat) was het orgaan dat in 1948/1949 een nieuwe grondwet voor (West-)Duitsland uitwerkte. De leden van de Parlementaire Raad waren afgevaardigden van de deelstaatparlementen van de West-Duitse bezettingszones. De Parlementaire Raad stemde op 8 mei 1949 over de Grundgesetz für die Bundesrepublik Deutschland, die op 23 mei 1949 van kracht werd. Sinds 1990 (Duitse hereniging) geldt deze grondwet voor geheel Duitsland.

## Achtergrond

Bezettingszones en deelstaten in 1945/1946

Na de Tweede Wereldoorlog hadden de vier overwinnaars de macht over Duitsland overgenomen: Groot-Brittannië, Frankrijk, de VS en de Sovjet-Unie. De eerste drie wilden in Duitsland een democratie naar westers voorbeeld opbouwen, de laatste een communistische dictatuur. Dit leidde tot de deling van Duitsland.
Terwijl in de Sovjet-bezettingszone een Deutscher Volkskongress een nieuwe Duitse overheid moest voorbereiden, ontstond ook in het Westen een initiatief. De communisten lieten steeds het Westen de eerste stap doen, om het Westen de schuld van de toenemende deling van Duitsland te kunnen geven.
In de jaren 1945/1946 werden (in Oost en West) Duitse deelstaten opgericht, met eigen deelstaatparlementen. Sinds juni 1947 bestond in de Brits-Amerikaanse zone (de Bizone) een Wirtschaftsrat (economische raad), die al zekere parlementaire en overheidsfuncties waarnam. Zijn beslissingen waren echter ongeldig zonder instemming van de militaire gouverneurs. De raadsleden werden gekozen door de deelstaatparlementen, proportioneel qua bevolking.
Op 1 juli 1948 kregen de ministers-presidenten van de West-Duitse deelstaten de Frankfurter Dokumente overhandigd. Daarin bevalen de Westerse mogendheden aan, een grondwetgevende vergadering een nieuwe grondwet voor een West-Duitse staat te laten schrijven. Die grondwet moest rekening houden met de rechten van de deelstaten en de individuele rechten van de burgers waarborgen. Na een referendum was nog de toestemming van de bezetters nodig.
De elf ministers-presidenten waren bang dat een West-Duitse staat een hereniging met de Oost-Duitse deelstaten zou belemmeren en bekrachtigden in de Koblenzer Beschlüsse van 10 juli dat ze alleen een Provisorium wilden (een voorlopige staat). In augustus vonden de zittingen van de Verfassungskonvent auf Herrenchiemsee plaats. Vakkundige ambtenaren vervaardigden een concept dat de grondslag voor de grondwetgevende vergadering moest worden.
Met zijn "onbestreden hoofdgedachten" had de Verfassungskonvent grote invloed op de latere grondwet. Bijvoorbeeld moest een meerderheid in het toekomstige parlement die niet kon samenwerken ook niet de gelegenheid krijgen om de regering te laten vallen.

## Samenkomst en leden

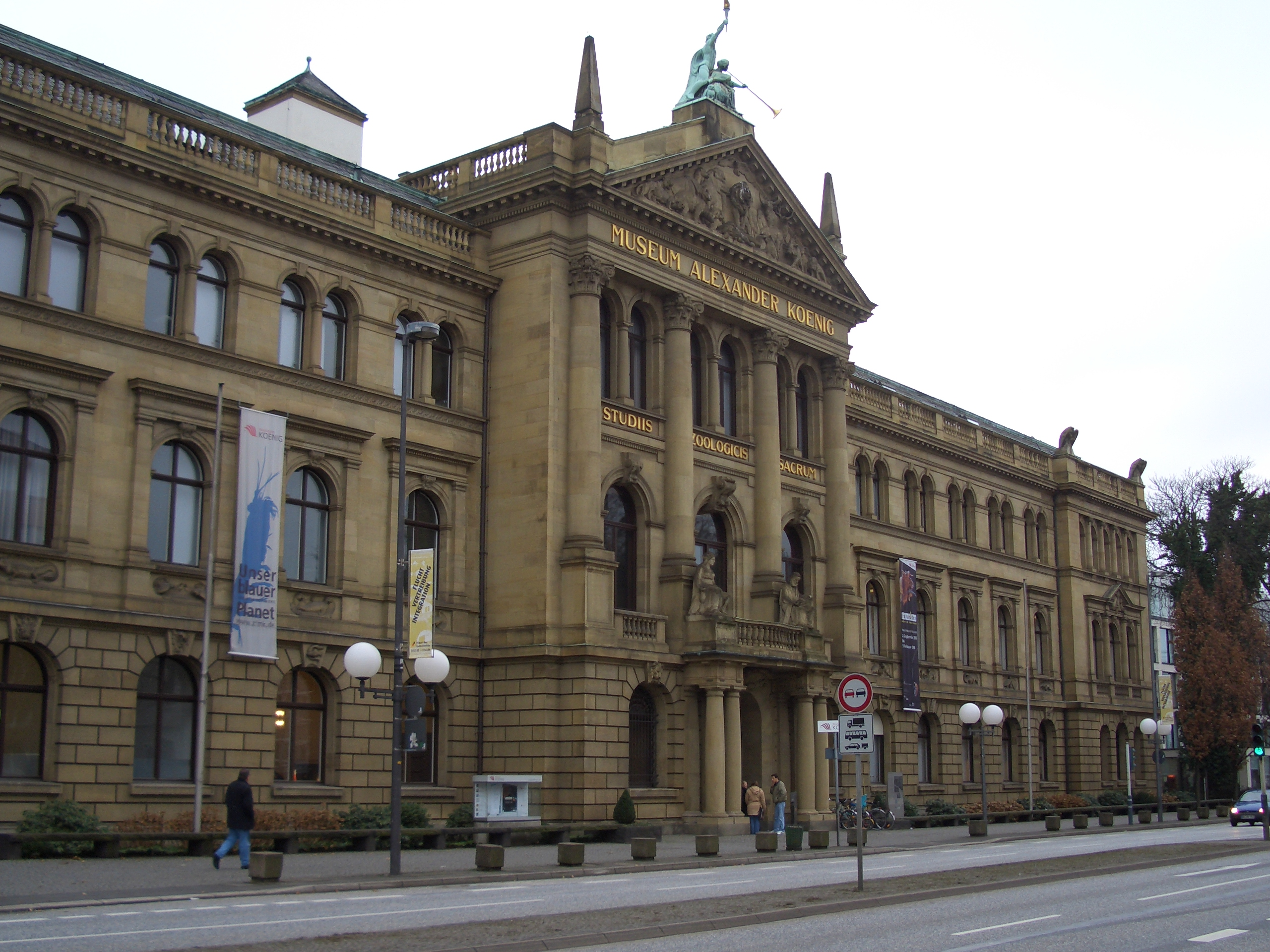
Museum König

De Parlementaire Raad kwam op 1 september 1948 voor het eerst samen in het Museum Alexander König in Bonn. De zittingen vonden plaats in de Pädagogische Akademie aldaar. Met de uitdrukking Parlamentarischer Rat in plaats van bijvoorbeeld verfassungsgebende Nationalversammlung (zie Nationale Vergadering van Weimar, 1919) en later de term Grundgesetz in plaats van Verfassung wilde men het provisorische karakter ervan benadrukken. Anders dan de vergadering van 1919/1920 had de Raad geen wetgevende functie - de Wirtschaftsrat bleef tot oprichting van de West-Duitse staat bestaan.
De Raad had 65 leden met stemrecht en vijf West-Berlijnse afgevaardigden zonder stemrecht; Berlijn stond volgens de bezetters onder een speciale status. De leden werden door de deelstaatparlementen gekozen in de toenmalige West-Duitse deelstaten:
- Amerikaanse zone:
  - Beieren
  - Hessen
  - Württemberg-Baden
  - Bremen
- Britse zone:
  - Noordrijn-Westfalen
  - Nedersaksen
  - Sleeswijk-Holstein
  - Hamburg
- Franse zone:
  - Württemberg-Hohenzollern
  - Baden
  - Rijnland-Palts

De leden behoorden tot de volgende fracties / groepen:
- 27 christendemocraten (CDU/CSU)
- 27 sociaaldemocraten (SPD)
- 5 liberalen (FDP, deels onder andere partijnamen)
- 2 communisten (KPD)

Verder kwamen uit West-Berlijn drie afgevaardigden van de SPD, een van de CDU en een van de FDP.
Het bekendste lid van de Raad werd zijn voorzitter, Konrad Adenauer, de 72-jarige voorzitter van de CDU in de Britse zone. De voormalige burgemeester van Keulen werd dit ambt gegund om zijn politieke loopbaan een waardig afsluiten te geven; daadwerkelijk werd Adenauer later de eerste West-Duitse regeringsleider en bleef dat tot 1963. Carlo Schmid van de SPD, de voorzitter van de belangrijke hoofdcommissie, werd een vooraanstaand bestuurslid van zijn partij.

## Resultaat
Hoofddoel van de vaders (en vier moeders) van de Duitse Grondwet was het om een nieuwe dictatuur onmogelijk te maken. Hun ervaringen onder Hitler en deels onder de Oost-Duitse communisten zorgden voor een grondrecht op politiek asiel en het grondrecht tot verzet tegen iedereen die de democratische staatsinrichting wil afschaffen.
Op 8 mei 1949 stemde de Parlementaire Raad met 53 tegen 12 stemmen vóór de nieuwe grondwet. De drie militaire gouverneurs gaven hun toestemming op 12 mei. Ook de deelstaten, behalve Beieren dat de grondwet niet federalistisch genoeg vond, stemden in. Tot een referendum onder de bevolking kwam het niet. Op 23 mei 1949 kondigde raadsvoorzitter Adenauer aan dat het Grundgesetz met afloop van die dag in werking trad, waarmee de Bondsrepubliek Duitsland een feit was. De eerste verkiezingen voor het parlement van de Bondsrepubliek, de Bondsdag, vonden op 14 augustus plaats.